# Абаев, Борис Георгиевич
Бори́с Гео́ргиевич Аба́ев (осет. Абайты Георгийы фырт Борис; 1 января 1931, Владикавказ, Северной Осетии — Алании — 4 мая 2004) — заслуженный тренер РСФСР по вольной борьбе (1967). Мастер спорта СССР (1956).

## Биография
Родился 1 января 1931 года во Владикавказе (Северная Осетия — Алания).
Обладал прекрасным телосложением и физической формой. Находясь в рядах Советской Армии, сделал первую заявку на место среди ведущих борцов страны, став чемпионом Вооружённых сил. Трёхкратный чемпион РСФСР (1955, 1956, 1957). В 1956 году на чемпионате ЦС «Спартак» нанёс поражение неоднократному чемпиону СССР Георгию Схиртладзе и другим сильнейшим борцам.
В 1959 году окончил факультет физического воспитания и спорта Северо-Осетинского государственного университета имени Коста Левановича Хетагурова. Преуспевал и в греко-римской борьбе.
Будучи тренером, Абаев подготовил десятки мастеров спорта, среди них — чемпион Европы Руслан Плиев, заслуженный тренер СССР Казбек Магомедович Дедегкаев и заслуженные тренеры РСФСР Казбек Иссаевич Дедегкаев и Камболат Габисов.
В 1985 году получил звание «Заслуженный работник физической культуры Северной Осетии», работал тренером по вольной борьбе в детско-юношеской спортивной школе Олимпийского резерва.
Умер 4 мая 2004 года.